# Stéphane Rotenberg
Pour les articles homonymes, voir Rotenberg.
Stéphane Rotenberg est un journaliste, animateur et producteur de télévision français, né le 21 septembre 1967 à Lens (Pas-de-Calais).
Il est animateur des émissions Top Chef et Pékin Express sur M6.

## Biographie

### Débuts
Les grands-parents de Stéphane Rotenberg sont des familles polonaises installées dans le bassin minier lensois : ses grands-parents paternels, juifs polonais, fuient l'oppression tandis que ses grands-parents maternels, polonais catholiques, viennent en France chercher du travail,. Un de ses grands-pères est mineur, l'autre fabricant de meubles.
Stéphane Rotenberg naît à Lens, mais lorsqu'il a deux ans et demi, ses parents quittent le Pas-de-Calais pour trouver du travail à Paris.
En 1985, il renonce à passer le baccalauréat trois mois avant les épreuves, préférant démarrer immédiatement une carrière de journaliste par le bas de l'échelle. Il suit malgré tout une formation dans une école de radio, afin de pouvoir faire des stages.
De 1991 à 1997, il travaille dans des magazines spécialisés tels que Sport Auto ou L'Auto-Journal. Il signe également quelques articles pour la presse généraliste parus dans VSD, Vogue Hommes et Libération.
Dans le courant des années 2000, il anime différentes VHS de présentation de véhicules ainsi que des argumentaires de vente pour le groupe Citroën destinées aux vendeurs automobiles.

### Journalisme de radio et télévision
De 1995 à 1997, Stéphane Rotenberg devient reporter puis rédacteur en chef adjoint du magazine Turbo sur M6.
En 1998, il devient rédacteur en chef des magazines de France 2. En 1999, il est adjoint à la direction des magazines et documentaires de France 2 et participe à la mise en place de programmes tels que Comme au cinéma et Union libre (avec Christine Bravo), C'est au programme, Tout le monde en parle.
Il anime durant l'été 2020 avec Bérénice Bourgueil Le Grand Quiz de l'été en semaine de 9 h 15 à 11 h sur RTL et en simultané sur Bel RTL.

### Animateur
En 2000, Paul Chelly, directeur des programmes et des productions de la chaîne AB Moteurs du groupe AB, confie à Stéphane Rotenberg, la présentation du magazine phare de la chaîne, consacré à l’automobile, V6. La même année, Stéphane Rotenberg revient sur M6 après sa dernière apparition en 1997 avec Dominique Chapatte dans Turbo et anime l'émission Normal, Paranormal (pour animer cette émission il a dû passer une audition notamment face à Benjamin Castaldi et Marc-Olivier Fogiel). Il fait son arrivée sur une nouvelle chaîne du câble, Match TV, où il exerce la fonction de directeur des magazines.
En 2001, il anime sur Match TV l’émission Comme à la télé, un talk-show où il interviewe des personnalités du petit écran.
En 2003, il anime sur M6 l’émission Bachelor, le gentleman célibataire. Fort du succès de la 1re saison, il présente les saisons diffusées en 2004 et 2005.
Il présente la même année l’émission Stars intimes sur M6, dans laquelle, en compagnie d’une célébrité, il raconte la vie privée des stars. Sur Match TV, il présente le magazine Presse Connection, où chaque semaine, en présence des rédacteurs en chef, journalistes ou directeurs de presse, il décortique ce qui fait l’actualité des médias, et lance un débat en deuxième partie de l’émission.
En 2004, la chaîne Match TV s’arrête, mais Stéphane Rotenberg reste chez le groupe Lagardère et prend la direction générale d’Angel Productions (Sagas sur TF1, Nous ne sommes pas des anges sur Canal+).
En 2005, il présente l'émission Le Prix de la gloire sur M6.
Il quitte le groupe Lagardère en 2006 pour collaborer de manière exclusive avec le groupe M6. Il se voit alors sollicité pour de nombreuses émissions en prime-time : Magiciens, leurs plus grands secrets, L'Inventeur de l'année, Pékin Express toutes diffusées en 2007. Parallèlement, il crée sa société de production Montagne rouge, et propose au groupe M6 Fast Club, un magazine automobile alliant actualité et séquences drôles et décalées (parodie d'émissions, défis loufoques, invités people au volant...) qu’il présente chaque samedi midi sur W9.
En janvier 2008, il anime la 3e saison de Pékin Express sur M6.
Il présente le 8 janvier 2009 Le Convoi de l'extrême sur W9, un docu-réalité relatant l'aventure de six conducteurs de poids-lourds sur les routes de glace du Grand Nord, au Canada. Dès sa diffusion, ce programme réalise la meilleure audience de la chaîne W9, avec environ 1 300 000 téléspectateurs[réf. nécessaire].
La même année, il présente la 4e saison de Pékin Express ainsi que l'émission Total Wipeout avec Alex Goude et Sandrine Corman, sur M6.
Le 4 janvier 2010, fort du succès de la saison 1, Stéphane Rotenberg présente la 2e saison du Convoi de l'extrême (Le Convoi de l'extrême : Le Nouveau Défi) sur W9.
Le 13 février 2010, il présente sur W9 le 1er championnat de France de SMS, puis la saison 1 de Top Chef sur M6 avec Sandrine Corman.
En avril 2010, il présente la 5e saison de Pékin Express sur M6 ; en novembre 2010, la 6e saison de Pékin Express ; puis en avril 2011, la 7e saison de Pékin Express.
À partir du 30 janvier 2012, il présente la 3e saison de Top Chef sur M6. Le 25 avril 2012, il redevient directeur de course de la 8e saison de Pékin Express : Le Passager mystère.
Depuis le 21 avril 2012, il coanime chaque année la grande soirée de clôture du Télévie avec les animateurs de RTL-TVi, en Belgique.
Début 2012, Stéphane Rotenberg est victime d'un accident assez violent sur le tournage de Pékin Express : Le Passager mystère. Alors qu'avec l'équipe de l’émission, Stéphane Rotenberg était allé tourner un teaser, ce dernier perd le contrôle de son side-car, et se fait percuter de plein fouet par une voiture ; il n'est que légèrement blessé mais garde une cicatrice sur le front.
À partir du 4 février 2013, il présente la 4e saison de Top Chef diffusée sur M6 puis la 9e saison de Pékin Express diffusée à partir du 3 avril 2013.
Il anime le 27 novembre 2013 l'Ice Show en prime time sur M6.
À partir du 20 janvier 2014, il présente la 5e saison de Top Chef sur M6. Puis, dès le 16 avril 2014, il est aux commandes de la 10e saison de Pékin Express et anime à la suite de celle-ci : Pékin Express : le tour du monde de l'inattendu.
À partir du 1er juillet 2015, il présente la première saison de Qui est la taupe ? sur M6 puis il présente la 6e saison de Top Chef sur M6.
Depuis le 25 janvier 2016, il présente la 7e saison de Top Chef sur M6.
Les 6 et 13 avril 2016 sur M6 puis les 12 et 19 mai 2016 sur W9, il présente avec Faustine Bollaert, les 3 épisodes et la finale de SuperKids.
Le 24 mai 2016, Stéphane Rotenberg présente sur M6 la soirée spéciale Céline Dion : ma vie sans René et reçoit pour cette occasion et en exclusivité pour la France, la chanteuse qui s'exprime pour la 1re fois depuis la mort de son mari René Angélil.
Durant l'été 2016, il produit une série d'interviews de personnalités publiées durant l'été dans le magazine hebdomadaire Gala (y participeront : Denis Brogniart, Amir, Adriana Karembeu, Ophélie Meunier, Fauve Hautot, Olivier Dion, Brahim Zaibat et Damien Sargue).
Le 7 septembre 2016, il présente l'émission M6 Music Show : 100 % tubes avec la présence de Céline Dion et de nombreux artistes. À partir du mois d'octobre, il présente sur M6 Horizons d'Asie, une série de programmes courts sur la culture et la gastronomie de plusieurs pays asiatiques. À partir du 25 janvier 2017, il présente la 8e saison de Top Chef sur M6.
La même année, il présente et produit une série de programmes courts sur la prévention automobile en compagnie de personnalités (Camille Lacourt, Sonia Rolland, Julie Zenatti, Thomas Dutronc, Jean-Christophe Péraud).
En 2018, il présente la neuvième saison de Top Chef, mais cette année signe également le grand retour de Pékin Express, pour une onzième saison. Il présente aussi un nouveau jeu d'aventure, Wild, la course de survie. Le 28 avril, il présente un nouveau concours, Les rois de la foire.
Il présente en 2019 la dixième saison de Top Chef, la 12e saison de Pékin Express et sera aux commandes du nouveau jeu d'aventure de M6 : The Bridge,.
En février 2020, Stéphane Rotenberg est à la tête de la 11e saison de Top Chef qui met l'accent sur le respect de l'environnement et l'audace. Une semaine plus tard, il revient avec la 13e saison de Pékin Express, intitulée Pékin Express : Retour sur la route mythique qui rassemble sept binômes qui ont marqué l'histoire du programme d'aventure.
Alors que la saison 14 de Pékin Express commence son tournage en février 2020, la crise du coronavirus a mis fin à ce tournage : trois émissions avaient été tournées. Mais au mois de septembre suivant, le tournage reprend avec un changement d'itinéraire. Malheureusement, quelques jours plus tard, un automobiliste turc de 82 ans percute une des voitures qui conduisait deux candidats et un cadreur. Le chauffeur turc est décédé quelques jours plus tard et la course a repris le jour suivant.
En août 2023, il présente l'émission de télévision La Photo parfaite sur M6.

## Activités médiatiques

### Émissions de télévisions présentées
- 2000-2003 : Normal / Paranormal sur M6
- 2000-2007 : V6 sur AB Moteurs
- 2001-2003 : Comme à la télé sur Match TV
- 2003 : Stars intimes sur M6 avec Loana
- 2003-2004 : Presse Connection sur Match TV
- 2003-2005 : Bachelor, le gentleman célibataire sur M6
- 2004-2005 : Le prix de la gloire sur M6
- 2006-2008 : Magiciens, leurs plus grands secrets sur M6[34]
- 2006-2014 et depuis 2018 : Pékin Express sur M6
- 2007 : L'Inventeur de l'année sur M6
- 2007-2012 : Fast Club sur W9
- 2009 : Total Wipeout sur M6 avec Alex Goude et Sandrine Corman
- 2009 : Nouvelles technologies, mode d'emplois, programme court sur M6
- 2009-2011 : Un dîner presque parfait, les spéciales sur M6
- 2009-2014 : Le Convoi de l'extrême, sur W9
- 2010 : Un projet, une équipe, programme court sur M6
- 2010 : Championnat de France de SMS sur W9
- 2010 : Les bûcherons de l'impossible, sur W9[35]
- Depuis 2010 : Top Chef, sur M6 : coprésentation avec Sandrine Corman et Agathe Lecaron
- 2011-2012 : La Meilleure Danse sur W9 (début de la saison 2 sur M6)
- 2013 : Ice Show sur M6
- 2014 : Gaspillage alimentaire, les chefs contre-attaquent sur M6[36]
- 2014-2015 : Les 30 ans du Top 50 sur M6 : coanimation
- 2015 : Qui est la taupe ? sur M6
- 2015-2016 : Hypnose, le grand jeu sur M6 puis W9
- 2016 : SuperKids sur M6 puis W9 avec Faustine Bollaert
- 2016 : Céline Dion : les 30 tubes préférés des français sur M6[37]
- 2016 : Horizons d'Asie sur M6[38]
- 2016 : M6 Music Show - 100% tubes sur M6[39]
- 2017 : Gardez le contrôle, proramme court sur M6
- 2017 : 40 ans du Puy du Fou : les animateurs font le spectacle, sur M6 : participation au docu-divertissement[40]
- 2018 : Wild, la course de survie sur M6
- 2018 : Les rois de la foire sur M6[41]
- 2019 : The Bridge : Le Trésor de Patagonie sur M6
- 2020 : Sur les plus belles routes de France sur M6
- Depuis 2021 : Paroles d'entrepreneurs sur M6
- 2021 : Domino Challenge sur M6
- 2021 : Sur les traces des Bleus sur M6
- 2023 : Snackmasters : trouveront-ils la recette secrète ? sur M6
- 2023 : La Route des coffres sur M6
- 2023 : La Photo parfaite sur M6
- 2024 : Le Golden Bachelor sur M6
- 2024 : QI, Le Grand Test sur M6 : coprésentation avec Mac Lesggy
- 2025 : Ma rénovation est la meilleure de France sur M6 avec Sophie Ferjani

### Publicité
- 2024 : Verisure
- 2025 : TheFork

## Radio
- Été 2020 : Le Grand Quiz de l'été avec Bérénice Bourgueil sur RTL et BelRTL
- Été 2021: Le Grand Quiz de l’été avec Peggy Broche sur RTL
- Été 2023 et 2024 : Ça va faire des histoires sur RTL